# Olympische Winterspiele 2006/Teilnehmer (Russland)
| Gelbes Symbol für Goldmedaillen mit stilisierten Olympischen Ringen | Graues Symbol für Silbermedaillen mit stilisierten Olympischen Ringen | Braundes Symbol für Bronzemedaillen mit stilisierten Olympischen Ringen |
| ------------------------------------------------------------------- | --------------------------------------------------------------------- | ----------------------------------------------------------------------- |
| 8                                                                   | 6                                                                     | 8                                                                       |

Russland nahm an den Olympischen Winterspielen 2006 im italienischen Turin mit einer Delegation von 181 Athleten teil.

## Flaggenträger

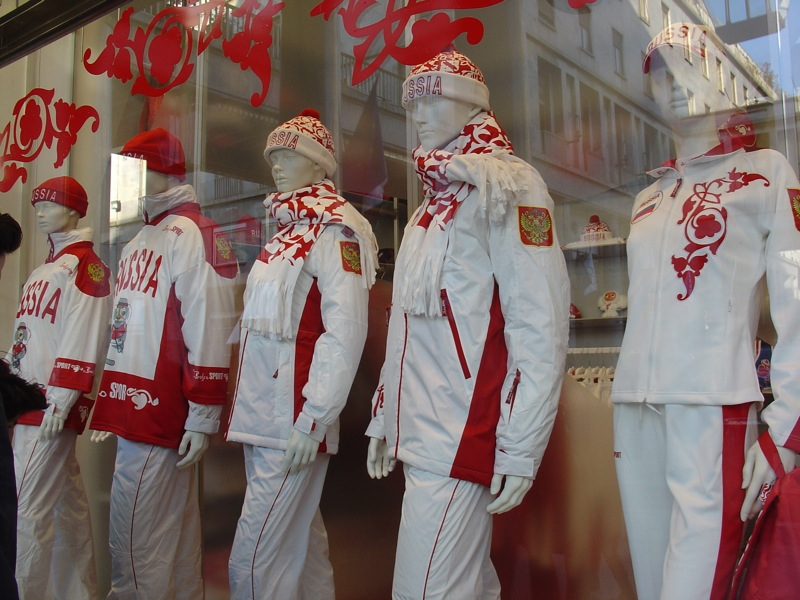
Outfits der russischen Olympiamannschaft

Der Eisschnellläufer Dmitri Dorofejew trug die Flagge Russlands während der Eröffnungsfeier, bei der Schlussfeier wurde sie vom Eiskunstläufer Jewgeni Pljuschtschenko getragen.

## Teilnehmer nach Sportarten

### Biathlon
- Albina Achatowa
Biathlon, Damen, 15 km: Bronzemedaille; 50:55,0 min; +1:30,9 min
- Anna Bogali-Titowez
Biathlon, Damen, 15 km: 35. Platz; 55:18,4 min; +5:54,3 min
- Natalja Gussewa
- Swetlana Ischmuratowa
Biathlon, Damen, 15 km: Goldmedaille; 49:24,1 min
- Nikolai Kruglow
Biathlon, Herren, 10 km: 22. Platz; 28:05,2 min; +1:53,6 min
- Olga Pyljowa
Biathlon, Damen, 15 km: Disqualifiziert wegen Dopings
- Pawel Rostowzew
Biathlon, Herren, 20 km: 13. Platz; 56:47,2 min; +2:24,2 min
- Sergei Roschkow
- Olga Saizewa
- Sergei Tschepikow
Biathlon, Herren, 20 km: 4. Platz; 55:32,7 min; +1:09,7 min
Biathlon, Herren, 10 km: 24. Platz; 28:08,1 min; +1:56,5 min
- Iwan Tscheresow
Biathlon, Herren, 20 km: 8. Platz; 56:05,7 min; +1:42,7 min
Biathlon, Herren, 10 km: 6. Platz; 27:09,0 min; +57,4 s
- Maxim Tschudow
Biathlon, Herren, 20 km: 32. Platz; 59:12,0 min; +4:49,0 min
Biathlon, Herren, 10 km: 10. Platz; 27:20,5 min; +1:08,9 min

### Bob
- Alexei Andrjunin
- Sergei Golubew
- Filipp Jegorow
- Pjotr Makartschuk
- Jewgeni Popow
- Alexei Seliwerstow
- Alexander Subkow
- Alexei Wojewoda

- Natalja Iwaschtschenko
- Nadeschda Orlowa
- Wiktorija Tokowaja
- Ljudmila Udobkina

### Curling
- Nkeiruka Jesech
- Jekaterina Galkina
- Olga Scharkowa
- Jana Nekrassowa
- Ljudmila Priwiwkowa

### Eishockey
| Männer Torhüter: - Ilja Brysgalow - Jewgeni Nabokow - Maxim Sokolow Verteidiger: - Sergei Gontschar - Darjus Kasparaitis - Andrei Markow - Daniil Markow - Alexei Schitnik - Sergei Schukow - Fjodor Tjutin - Anton Woltschenkow Stürmer: - Maxim Afinogenow - Alexander Charitonow - Pawel Dazjuk - Alexander Frolow - Ilja Kowaltschuk - Alexei Kowaljow - Wiktor Koslow - Jewgeni Malkin - Alexander Owetschkin - Alexei Schamnow - Maxim Suschinski - Alexei Jaschin | Frauen - Nadeschda Alexandrowa (SKIF Moskau) - Marija Barykina (Tornado Moskowskaja Oblast) - Jelena Bjalkowskaja (SKIF Moskau) - Tatjana Burina - Aljona Chomitsch (Spartak-Merkuri Jekaterinburg) - Irina Gaschennikowa - Ija Gawrilowa - Julija Gladyschewa - Alexandra Kapustina (Spartak-Merkuri Jekaterinburg) - Larissa Mischina - Marija Onolbajewa - Jekaterina Paschkewitsch A (Tornado Moskowskaja Oblast) - Olga Permjakowa - Kristina Petrowskaja - Schanna Schtscheltschkowa C (SKIF Moskau) - Galina Skiba - Jekaterina Smolenzewa A (Tornado Moskowskaja Oblast) - Jekaterina Smolina - Tatjana Sotnikowa - Swetlana Trefilowa - Oksana Tretjakowa |

### Eiskunstlauf
Damen:
- Irina Sluzkaja, Bronzemedaille – 181,44 Pkt.
- Jelena Sokolowa, 14. Platz – 142,35 Pkt.
- Wiktorija Woltschkowa – nicht angetreten

Herren:
- Jewgeni Pljuschtschenko, Olympiasieger – 258,33 Pkt.
- Ilja Klimkin, 11. Platz – 191,80 Pkt.

Paarlauf:
- Tatjana Totmjanina / Maxim Marinin, Olympiasieger – 204,48 Pkt.
- Julija Obertas / Sergei Slawnow, 8. Platz – 166,54 Pkt.
- Marija Petrowa / Alexei Tichonow, 5. Platz – 181,69 Pkt.

Eistanz
- Oxana Domnina / Maxim Schabalin, 9. Platz – 173,76 Pkt.
- Tatjana Nawka / Roman Kostomarow, Olympiasieger – 200,64 Pkt.
- Jana Chochlowa / Sergei Nowitzki, 12. Platz – 164,48 Pkt.

### Eisschnelllauf
Damen
- Jekaterina Abramowa
- Warwara Baryschewa
- Walentina Jakschina
- Galina Lichatschowa
- Jekaterina Lobyschewa
- Julija Nemaja
- Swetlana Schurowa
- Swetlana Wyssokowa

Herren
- Artem Detyschew
5000 m: 15. Platz – 6:32,85 min; +18,15 s
- Dmitri Dorofejew
- Alexander Kibalko
- Juri Kochanez
5000 m: 17. Platz – 6:34,62 min; +19,94 s
- Sergei Kornilow
- Jewgeni Lalenkow
- Dmitri Lobkow
- Alexei Proschin
- Dmitri Schepel
- Iwan Skobrew
5000 m: 11. Platz – 6:27,02 min; +12,34 s

### Freestyle-Skiing
Damen
- Ljudmila Dymtschenko
Buckelpiste: 21. Platz; 21,42 Punkte in der Qualifikation
- Olga Koroljowa
Aerials: 17. Platz
- Darja Serowa
Buckelpiste: 13. Platz; 22,44 Punkte im Finale
- Anna Sukal
Aerials: 9. Platz
- Marina Tscherkassowa
Buckelpiste: 16. Platz; 22,05 Punkte im Finale

Herren
- Jewgeni Brailowski
Aerials: 9. Platz
- Witali Gluschtschenko
Buckelpiste: 35. Platz; 12,75 Punkte in der Qualifikation
- Wladimir Lebedew
Aerials: Bronzemedaille
- Ruslan Scharifullin
Buckelpiste: 27. Platz; 21,24 Punkte in der Qualifikation
- Alexander Smyschljajew
Buckelpiste: 13. Platz; 23,22 Punkte im Finale
- Artjom Walintejew
Buckelpiste: 25. Platz; 21,51 Punkte in der Qualifikation

### Rennrodeln
- Julija Anaschkina
- Waleri Bespalow
- Wladimir Boizow
- Dmitri Chamkin
- Albert Demtschenko
- Wiktor Kneib
- Wiktorija Kneib
- Michail Kusmitsch
- Alexandra Rodionowa
- Kirill Serikow
- Anastassija Skulkina
- Juri Wesjolow

### Shorttrack
- Tatjana Borodulina
1000 m: disqualifiziert
1500 m: disqualifiziert
- Wjatscheslaw Kurginjan
500 m: 14. Platz
1000 m: 18. Platz
1500 m: 15. Platz
- Michail Raschin
500 m: 18. Platz
1000 m: 13. Platz
1500 m: 23. Platz

### Skeleton
- Alexander Tretjakow
Herren: 15. Platz; 1:59,03 min; +3,15 s
- Swetlana Trunowa
Damen: 11. Platz; 2:03,06 min; +3,23 s

### Ski alpin
- Olesja Alijewa
Abfahrt, Damen: 33. Platz – 2:02,06 min
Super-G, Damen: 42. Platz – 1:37,12 min
Riesenslalom, Damen: disqualifiziert im 1. Lauf
- Alexander Choroschilow
Abfahrt, Männer: 38. Platz – 1:54,70 min
Super-G, Männer: 41. Platz – 1:35,51 min
Slalom, Männer: ausgeschieden im 1. Lauf
Alpine Kombination, Männer: 22. Platz – 3:15,46 min
- Anton Konowalow
Super-G, Männer: 42. Platz – 1:35,72 min
Slalom, Männer: 29. Platz – 1:54,71 min
Alpine Kombination, Männer: ausgeschieden im Slalom (2. Lauf)
- Konstantin Saz
Abfahrt, Männer: 40. Platz – 1:55,03 min
Super-G, Männer: 27. Platz – 1:33,14 min
Riesenslalom, Männer: ausgeschieden im 1. Lauf
Alpine Kombination, Männer: nicht angetreten zum Slalom (1. Lauf)
- Pawel Schestakow
Abfahrt, Männer: 30. Platz – 1:51,93 min
Super-G, Männer: 29. Platz – 1:33,48 min
Riesenslalom, Männer: ausgeschieden im 1. Lauf
Alpine Kombination, Männer: 24. Platz – 3:16,84 min
- Dmitri Uljanow
Riesenslalom, Männer: ausgeschieden im 1. Lauf
Slalom, Männer: ausgeschieden im 1. Lauf

### Ski nordisch
- Iwan Alypow
- Iwan Artejew
- Iwan Babikow
- Natalja Baranowa-Massalkina
- Jelena Buruchina
- Jewgeni Dementjew
- Ildar Fatkullin
- Dmitri Ipatow
- Denis Kornilow
- Pawel Korosteljow
- Larissa Kurkina
- Alexander Legkow
- Dmitri Matwejew
- Jewgenija Medwedewa-Arbusowa
- Sergei Nowikow
- Nikolai Pankratow
- Ilja Rosljakow
- Wassili Rotschew
- Olga Sawjalowa
- Aljona Sidko
- Julija Tschepalowa
- Dmitri Wassiljew

Nordische Kombination
- Alexei Barannikow
Einzel (Normalschanze K106/15 km): 29. Platz, +4:35,7 min
Team: 9. Platz
- Iwan Fessenko
Einzel (Normalschanze K106/15 km): 28. Platz, +4:16,7 min
Team: 9. Platz
- Sergei Maslennikow
Einzel (Normalschanze K106/15 km): 10. Platz, +1:45,6 min
Team: 9. Platz
- Anton Kamenew
Team: 9. Platz

### Snowboard
- Alexander Belkin
- Swetlana Boldykowa
- Olga Golowanowa
- Juri Podladtschikow
- Marija Prussakowa
- Denis Salagajew
- Jekaterina Tudegeschewa
- Swetlana Winogradowa